# Moronobu Hišikawa
Moronobu Hišikawa (japonsky 菱川 師宣, Hišikawa Moronobu; 1618 – 25. července 1694) byl japonský umělec známý svými dřevořezy, považovaný za prvního velkého mistra a popularizátora stylu ukijo-e („obrazy prchavého světa“) z konce 17. století..

## Životopis
Hišikawa byl synem respektovaného umělce pracujícího se zlatou a stříbrnou nití a řemeslníka v oboru barvení brokátu v obci Hodamura, provincie Awa, poblíž zálivu Edo, v současném městečku Kyonan v prefektuře Čiba. Po přestěhování do Eda, dnešního Tokia, Hišikawa, který se naučil řemeslu od svého otce, studoval malbu školy Tosa i školy Kanó. Měl tedy pevný základ jak v dekorativních řemeslech, tak v umělecké malbě, což mu dobře posloužilo v době, kdy se rozhodl pracovat ve stylu ukijo-e. Tuto techniku studoval u svého učitele mistra Kanbuna. Nejstarší známé Hišikawovy práce jsou knižní ilustrace z roku 1672. Celkem Hišikawa vytvořil více než 100 ilustrovaných knih, možná až 150, a dochovalo se i menší množství jeho samostatných tisků.

## Dílo

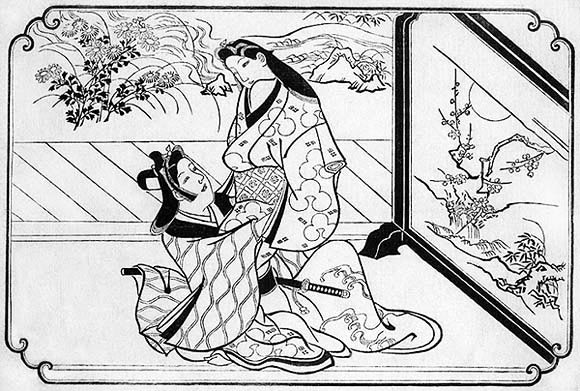
Moronobu Hišikawa, dřevořez na erotický motiv, tuš na papíře

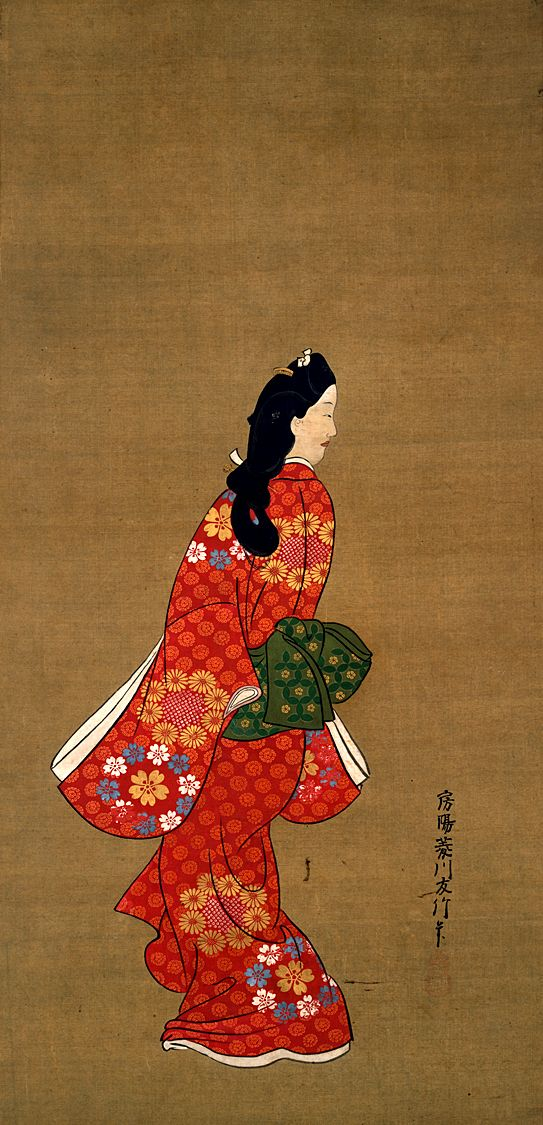
Ohlížející se kráska (Beauty looking back)

Jeho první známé podepsané a datované dílo byla knižní ilustrace z roku 1672, ačkoli mohou existovat i předchozí práce. Do poloviny šedesátých let se Hišikawa stal nejdůležitějším grafikem ukijo-e a toto postavení si udržel až do své smrti. Vytvořil více než 100 ilustrovaných knih, možná až 150, je ovšem obtížné připisovat mu některá nepodepsaná díla (např. učenec Kiyoshi Shibui předložil v roce 1926 práci, ve které položil základ pro připsání některých návrhů Hišikawovi, i když byly předtím považovány za práci umělce Sugumury Džiheiho). Velmi málo z tisků Hišikawových listů přežilo a většina, ne-li všechny, jsou nepodepsané. Mezi těmito jednotlivými listy jsou také tisky erotických alb. Hišikawa nebyl zakladatelem stylu ukijo-e, jak se někteří přední učenci domnívali. Ale byl autorem inovací, které umožnili použít návrhy předchozích umělců, konsolidoval tento styl a vytvořil nové postupy pro tisk obrázků ukijo-e umožňující použít vícebarevnou reprodukci. Právě Hišikawa vytvořil první opravdu zralou formu ukijo-e ve stylu velké síly a imaginativní prezentace, která stanovila standardy pro další generace umělců. Hišikawovo zvládnutí linky bylo často citováno při hodnocení jeho díla, stejně jako interaktivní uspořádání figur, které se zdají vždy sloužit dramatické funkci, což se obvykle nevidí v díle jeho předchůdců.
Některé z Hišikawových tisků byly doplněny ručním kolorováním. Obraz vpravo, tuš na papíře, je sumizuri-e (obraz tištěný tuší, technika černobílého dřevořezu), v původním nekolorovaném stavu. Hišikawova čistá linka a umístění černé a bílé je často mnohem dekorativnější než tisky ručně dobarvované. Skupiny dvanácti obrazů byly v Japonsku po staletí běžné u dvorních a žánrových obrazů. Mezi slavnými dochovanými ranými exempláři jsou malované jednotlivé listy od mistra Tosy Micunobua (1434 – 1525). Když tedy Hišikawa vytvořil vlastní sérii dvanácti obrazů, bylo to velmi konvenční, zejména proto, že takové uspořádání poskytovalo kontext, ve kterém bylo možné měnit vybavení, oděv a navrhované vzory, a také se to víceméně srovnávalo s dvanácti měsíci v roce. Nicméně nelze říci, že se šunga, tedy erotické umění, hodně přísně drží dvanácti příběhů podle ročních období. Hišikawův tisk se kvalifikuje jako abuna-e (risqué print), není to prvoplánově erotický návrh typu, který se často vyskytuje buď jako frontispis šungových souborů nebo je rozptýlený mezi dalšími tisky. Hišikawův formalismus je zde zjevný, s křivkami a rovnými liniemi vyrovnanými v téměř dokonalém poměru. Pokud jde o milostný pár, svádění právě začalo s uvolněním obi. Erotická gesta pak obohacují scénu. Například mladá kráska přitáhne svůj pravý rukáv k ústům v gestu potlačovaných emocí. Vodní obrazy evokují ženskou sexualitu, s ženskými neboli jin erotickými symboly, zatímco stojící kvetoucí strom ume - čínská švestka či japonská meruňka - slouží jako metafora pro mužskou neboli jang sexualitu.
Hišikawova práce je vystavena v mnoha muzejních sbírkách po celém světě a také v knihovně amerického Kongresu).